# Вислий Петро Михайлович
Петро Михайлович Вислий (нар. 1908, село ? Путивльського повіту Курської губернії, тепер Путивльського району Сумської області — ?) — український радянський діяч, голова Червоного райвиконкому, голова колгоспу «Ленінський шлях» Глухівського району Сумської області. Депутат Верховної Ради УРСР 4—5-го скликань.

## Біографія
Народився у бідній селянській родині, у чотири роки втратив батька. Працював пастухом, у сільському господарстві матері.
У 1929 році вступив до артілі в селі Кочерги Путивльського району. У 1931 році був обраний членом правління та завідувачем господарства (завгоспом) колгоспу в селі Кочерги.
З 1932 року — слухач Вищої колгоспної школи.
Член ВКП(б) з 1937 року.
Після закінчення Вищої колгоспної школи до 1939 року працював головою колгоспу «Велетень» Глухівського району на Сумщині.
У 1939—1941 р. — завідувач Глухівського районного земельного відділу, інструктор та секретар Глухівського районного комітету КП(б)У.
Учасник німецько-радянської війни з 1941 року. З серпня 1941 року служив у Глухівському партизанському загоні, був бійцем 7-ї оперативної групи Путивльського партизанського загону партизанського з'єднання Сидора Ковпака. У березні 1942 — грудні 1943 р. — політичний керівник 2-ї роти Глухівського партизанського загону партизанського з'єднання Ковпака.
З 1944 року — на керівній партійній та радянській роботі в Сумській області. Працював 1-м секретарем Білопільського районного комітету КП(б)У Сумської області. До 1954 року — голова виконавчого комітету Червоної районної ради депутатів трудящих Сумської області.
З 1954 року — голова колгоспу «Ленінський шлях» села Сопич Червоного (потім — Глухівського) району Сумської області.

## Нагороди
- два ордени Трудового Червоного Прапора (7.02.1939; 23.01.1948)
- орден Червоної Зірки (1.09.1942)
- орден Червоного Прапора (5.01.1944)
- ордени
- медалі